# Pliolampas
Genre
Pliolampas est un genre fossile d'oursins dits « irréguliers » de la famille des Pliolampadidae.

## Liste des espèces
Selon World Register of Marine Species (31 janvier 2024) :
- † Pliolampas dilatatus Callegari, 1930
- † Pliolampas lorioli
- † Pliolampas trevisani Checchia-Rispoli, 1936
- † Pliolampas elevatus Martin in Jeannet & Martin, 1937
- † Pliolampas javanus Jeannet in Jeannet & Martin, 1937

## Classification
Le nom valide complet (avec auteur) de ce taxon est Pliolampas Pomel, 1888.
Pliolampas a pour synonyme :
- Breynella Gregory, 1891[1]
- Milletia Duncan, 1889[2]